# Porfirio Díaz (Musiker)
Porfirio Díaz Parra (* 25. Juni 1912 in Valparaíso; † 21. August 1993) war ein chilenischer Akkordeonist, Bandoneonist, Bandleader und Komponist.

## Leben und Wirken
Díaz studierte Musik am Conservatorio Van Dooren. Er leitete bereits im Alter von dreizehn Jahren ein eigenes Orchester und begleitete 1933 als Orchesterleiter die Truppe Carlos Valicellis bei einer Reise nach Lima. Ab 1936 gehörte er zu den festen Musikern der chilenischen Niederlassung von RCA Victor. Seine erste Aufnahme dort war der Walzer Anita, die zweite der Foxtrott A la Huacachina mit einer eigenen Komposition, dem Foxtrott No me digas auf der zweiten Seite der Platte. Diese Platte wurde enorm erfolgreich in ganz Südamerika und machte Díaz und sein Orchester bekannt. Auch alle folgenden Aufnahmen waren stets unter den bestplatzierten von RCA Victor.
Daneben trat Díaz auch als Akkordeon- und Bandoneonsolist auf und wurde in Santiago auch als Jazzmusiker bekannt. In Radioshows und an Theatern begleitete er prominente Musiker, die in Chile gastierten, darunter Libertad Lamarque, Mercedes Simone, Azucena Maizani, Rosita Quiroga, Rosita Quintana, Chola Luna, Sabina Olmos, Agustín Lara, Tito Guizar, Charlo, Mariano Mores, Carlos Roldán, Roberto Firpo, Osvaldo Fresedo und Hugo del Carril. Zu den Sängern seines Orchesters zählten im Laufe der Jahre Armando Bonansco, Jorge Abril, Agustín Copelli, Juan Carlos del Mar, Carlitos Morán, Armando Arolas, Jorge Omar und Nino Lardi. Auch mit Roberto Díaz und Pepe Aguirre spielte er Aufnahmen ein. Aus seinem Orchester gingen u. a. Federico Ojeda und Lucho Silva hervor, die als Duo Los Perlas bekannt wurden. Díaz war mit der Tangosängerin Amelita Cortés verheiratet.